# 工人物语III
《工人物语III》是一款由Blue Byte Software开发的即时战略游戏，对应Microsoft Windows平台。和前作《工人物语》、《工人物语II》一样，在工人物语III中玩家必须先发展经济用于扩张军事，以抗击敌人。和前两代相比道路更少了，所有人物单位变得更加自由，包括搬运工搬运货物，可以自由的行走了。简化了定居者的建筑， 至此仅显示建筑物间相关的距离。军事单位也并非直接被控制，战斗更像《命令与征服》或《帝国时代》等即时战略游戏，而非本系列的前两代作品。

## Gameplay

### 建筑物

#### 基本规则
游戏的基本目标（多人游戏也是），经常是先建定居点（settlement），目的是为了招募军队，以对抗电脑或多人游戏中的其他竞争对手。招募士兵需要铁和煤。而生产矿是需要食物的。建造所有建筑物都需要木头和石头，所有的定居者都需要居住空间，这就形成了要发展军队就必须先构建了一个复杂的基础设施生产系统。

#### 顺序
玩家经常都会先建林务官(forester)、伐木工(woodcutter)、石匠(stonemason)和锯木工(sawmill)，以获得基本的建筑材料。住所(Residences)是提供足够劳动力去搬运货物和建造建筑的重要建筑物。渔夫(Fishermen)、给水设施(water works)和农场(farm)提供基本的食物生产。农作物的生产流程是风车房(windmill)--面包工人(baker)，把猪带到屠宰场(butcher)，生产完面包(bread)和火腿(ham)就可以提供这些食物给工人开采矿了。铁矿可以由铁熔工(iron smelter)加工，而武器匠(weaponsmith)可以把它打造成武器。运到兵营(barracks)用于招募士兵。

## 民族
玩家可以在四个不同的民族间选择，其各自拥有不同的风格。初期只有罗马、亚洲和埃及，后来加入了亚马逊。每个民族彼此不同，这对玩家策略的应用也是一个重要的考量。

### 罗马
罗马所需的木头和石头数相当。他是唯一的一个可以用术士(wizards)使用魔法将士兵运回。